# Supercoppa di Lega Pro 2017
La Supercoppa di Lega Pro 2017 è stata la 18ª edizione della Supercoppa di Serie C. Il torneo è un triangolare dove si affrontano le vincitrici dei tre gironi della Lega Pro 2016-2017. L'edizione venne vinta dal Foggia per la prima volta nella sua storia.

## Squadre partecipanti
Le squadre partecipanti all'edizione 2017:
- Cremonese Vincitrice girone A di Lega Pro 2016-2017
- Venezia Vincitore girone B di Lega Pro 2016-2017
- Foggia Vincitore girone C di Lega Pro 2016-2017

## Formula
Questa edizione prevede le seguenti regole:
- 1ª giornata: la squadra che riposa nella prima giornata viene decisa da un sorteggio, e dallo stesso viene sorteggiata la prima squadra destinata a giocare in trasferta.
- 2ª giornata: alla seconda giornata si affrontano la squadra che ha riposato e quella che perde la prima gara o, in caso di pareggio, quella che ha giocato la prima gara in casa.
- 3ª giornata: si affrontano le due squadre non incontratesi nelle due giornate precedenti.

La squadra che si piazza al primo posto viene designata vincitrice del trofeo. In caso di arrivo a pari punti, valgono le seguenti regole:
1. differenza reti nelle gare del proprio girone;
2. maggior numero di reti segnate nelle gare interne del proprio girone;
3. maggior numero di reti segnate nelle gare esterne del proprio girone;
4. sorteggio.

## Incontri
| Arbitro: | D'Apice (Arezzo) |

|            |           |                          |
| Talamo 34’ | Marcatori | 4’ Geijo 86’ Bentivoglio |

| Arbitro: | Fiorini (Frosinone) |

|                                      |           |               |
| Mazzeo 53’ (rig.), 69’ (rig.), 90+4’ | Marcatori | 50’ Brighenti |

| Arbitro: | Ranaldi (Tivoli) |

|                       |           |                                    |
| Geijo 34’ Domizzi 48’ | Marcatori | 19’, 80’ Deli 29’ Vacca 42’ Mazzeo |

## Classifica
| Squadra   | P.ti | G | V | N | P | GF | GS | DR |
| --------- | ---- | - | - | - | - | -- | -- | -- |
| Foggia    | 6    | 2 | 2 | 0 | 0 | 7  | 3  | +4 |
| Venezia   | 3    | 2 | 1 | 0 | 1 | 4  | 5  | -1 |
| Cremonese | 0    | 2 | 0 | 0 | 2 | 2  | 5  | -3 |